# Lo Montelh Degelat
Montel-de-Gelat és un municipi francès situat al departament del Puèi Domat i a la regió d'Alvèrnia-Roine-Alps. L'any 2007 tenia 502 habitants.

## Demografia

### Població
El 2007 la població de fet de Montel-de-Gelat era de 502 persones. Hi havia 203 famílies de les quals 68 eren unipersonals (16 homes vivint sols i 52 dones vivint soles), 60 parelles sense fills, 67 parelles amb fills i 8 famílies monoparentals amb fills.
La població ha evolucionat segons el següent gràfic:
Habitants censats

### Habitatges
El 2007 hi havia 341 habitatges, 217 eren l'habitatge principal de la família, 73 eren segones residències i 50 estaven desocupats. 326 eren cases i 13 eren apartaments. Dels 217 habitatges principals, 180 estaven ocupats pels seus propietaris, 32 estaven llogats i ocupats pels llogaters i 6 estaven cedits a títol gratuït; 11 tenien dues cambres, 36 en tenien tres, 57 en tenien quatre i 114 en tenien cinc o més. 113 habitatges disposaven pel capbaix d'una plaça de pàrquing. A 88 habitatges hi havia un automòbil i a 100 n'hi havia dos o més.

### Piràmide de població
La piràmide de població per edats i sexe el 2009 era:
| Homes | Edats   | Dones |
| ----- | ------- | ----- |
| 0     | 95 o +  | 4     |
| 0     | 90 a 94 | 0     |
| 8     | 85 a 89 | 8     |
| 12    | 80 a 84 | 0     |
| 8     | 75 a 79 | 20    |
| 4     | 70 a 74 | 12    |
| 24    | 65 a 69 | 12    |
| 16    | 60 a 64 | 20    |
| 12    | 55 a 59 | 12    |
| 16    | 50 a 54 | 20    |
| 20    | 45 a 49 | 16    |
| 40    | 40 a 44 | 16    |
| 20    | 35 a 39 | 20    |
| 4     | 30 a 34 | 8     |
| 12    | 25 a 29 | 8     |
| 8     | 20 a 24 | 8     |
| 20    | 15 a 19 | 32    |
| 24    | 10 a 14 | 8     |
| 24    | 5 a 9   | 12    |
| 8     | 0 a 4   | 16    |

## Economia
El 2007 la població en edat de treballar era de 328 persones, 228 eren actives i 100 eren inactives. De les 228 persones actives 207 estaven ocupades (121 homes i 86 dones) i 21 estaven aturades (9 homes i 12 dones). De les 100 persones inactives 44 estaven jubilades, 14 estaven estudiant i 42 estaven classificades com a «altres inactius».

### Ingressos
El 2009 a Montel-de-Gelat hi havia 194 unitats fiscals que integraven 429 persones, la mediana anual d'ingressos fiscals per persona era de 13.067 €.

### Activitats econòmiques
Dels 22 establiments que hi havia el 2007, 1 era d'una empresa alimentària, 2 d'empreses de fabricació d'altres productes industrials, 5 d'empreses de construcció, 3 d'empreses de comerç i reparació d'automòbils, 2 d'empreses de transport, 1 d'una empresa d'hostatgeria i restauració, 3 d'empreses de serveis, 4 d'entitats de l'administració pública i 1 d'una empresa classificada com a «altres activitats de serveis».
Dels 10 establiments de servei als particulars que hi havia el 2009, 1 era una oficina de correu, 1 paleta, 1 fusteria, 1 lampisteria, 2 electricistes, 1 perruqueria, 2 veterinaris i 1 restaurant.
Dels 2 establiments comercials que hi havia el 2009, 1 era una fleca i 1 una carnisseria.
L'any 2000 a Montel-de-Gelat hi havia 38 explotacions agrícoles que ocupaven un total de 1.820 hectàrees.

## Equipaments sanitaris i escolars
El 2009 hi havia 1 farmàcia i 1 ambulància.
El 2009 hi havia una escola elemental integrada dins d'un grup escolar amb les comunes properes formant una escola dispersa.

## Poblacions més properes
El següent diagrama mostra les poblacions més properes.